# Báječná Angelika
Báječná Angelika (ve francouzském originále Merveilleuse Angélique) je celovečerní film režiséra Bernarda Borderieho z roku 1965, druhý díl filmové série natočené podle knižní série spisovatelky Anny Golonové. Film navazuje na předchozí snímek Angelika, markýza andělů.

## Obsah filmu
Film začíná zvláštní scénou: inkvizitor Conan Bécher, který se postavil proti hraběti Joffrey Peyracovi, obvinil ho z čarodějnictví a napomohl k jeho upálení na náměstí de Grève, je polapen bandou Calembredaina alias Nicolase. Je pro něj přichystána hranice, aby byla pomstěna Joffreyho smrt. Bécher je však natolik vyděšený představou utrpení, že na místě umírá strachem. Mstitelé, aby zapomněli na své zklamání, oslavují jeho smrt alkoholem.
Zatímco všichni bandité hodují, Angelika smutní ve svém luxusním pokoji. Nicolas se k ní přivine, ale nedokáže ji vytrhnout z její melancholie, a tak zkouší štěstí jinde.; Angelika se nakonec vzdá pomsty, i když přemýšlí o pomstě všem, kteří ji učinili nešťastnou. Calembredaine a jeho parta se o svou markýzu dobře starají, což vzbudí závist a žárlivost. Když Angelika při pronásledování trpaslíka Barcarola psem, kterého dobře zná a následně odvolá, využije toho její sokyně a doporučí Nicolasovi, aby se jí zbavil, protože si prý zadala s policií: pes Sorbonne, kterého se jí podařilo zklidnit, patřil Françoisi Desgrezovi, bývalému obhájci Joffreyho, který se stal policistou. Angelika tuto známost sice vysvětlí, ale nezůstane to bez povšimnutí v podsvětí. Bandita Coërse, Calembredainův rival pošle jednoho ze svých vyslanců pro Angeliku, aby vysvětlila svou známost s policií, což je v očích těchto banditů, kteří považují svůj víceméně neútočný pakt s Calembredainem za porušený, podvod. Nicolas se raději rozhodne s vyslancem bojovat. Po souboji, v němž prohraje, vyslanec Velkého Coërse situaci ještě zhorší a navrhne svému vůdci pomstu: spojí síly s policií a přepadnou Calembredainovu bandu na příští slavnosti.
Zatímco se celá Paříž hrne na festival, kde komedianti a další umělci předvádějí své umění, Nicolas jen o vlásek unikne dýce Coërseova vyslance a pak se spolu se svými lidmi pustí do bitvy mezi oběma klany, dokud nepřijede policie s posilami. Poté s Angelikou prchá, ale neunikne kulce jednoho z policistů a umírá Angelice v náručí.
Mezitím Velký Coërse nechal vyplenit Calembredainovo doupě - odvést děti a bohatství a policii přenechal k perzekuci prostitutky. Při zátahu byla zadržena i Angelika. Když se opilý kapitán stráže snaží zneužít Angeličiných půvabů, požádá ho, aby přivedl její děti, a slíbí mu, že se mu za to prokáže svou přízeň. Získá zpět své dva syny od cikánů, kterým byl mladší z nich prodán, a poté je svěří hostinskému od "Kokrháče".
Angelika se později ve chvíli zamyšlení setká s milým mladíkem, který se představí jako Vítr, ale je známý spíše jako Básník Špína. Píše letáky a je hledán policií.
Angelika přebírá hostinec U kokrháče, který překřtí na podnik "U Rudé masky", a postará se o to, aby tento skromný hostinec prosperoval a brzy se stal elegantním a slavným místem. Jednoho večera se tucet maskovaných a opilých dvořanů zmocní Linota, chlapce, kterého Angelika vzala pod svá křídla po rozpadu Nikolasovy bandy, a snaží se ho probodnout. Následuje souboj dvou dvořanů, mezi nimiž je i markýz de Plessis-Bellières (Angéličin bratranec), který odmítne tuto vraždu. Jeden z hostů dítě zabije, později ukáže, že vrahem je králův bratr. Angelika je brzy zažene, ale láhve, které hodili do ohně, brzy promění malou gargotu v peklo. Angelika opět o všechno přišla, a to vinou stejných dvořanů, kteří jí kdysi přísahali záhubu, podíleli se na spiknutí proti králi a které mohla udat jen ona.
Aby se pomstila, rozhodne se Angelika v postupně vydávaných pamfletech (pečlivě sepsaných básníkem Špínou) zveřejnit jména všech dvořanů odpovědných za vypálení jejího hostince a spoluviníků Linotovy smrti; celá Paříž sleduje tato obvinění, která brzy znepokojí krále, jenž v nich rozpozná přední muže svého dvora a přátele svého bratra. V obavě, že by tyto letáky mohly jeho bratra uvést jako vraha dítěte, nabídne Angelice prostřednictvím Françoise Desgreze peníze a mnoho výhod, aby mlčela a splnila si svůj sen: založit továrnu na čokoládu. Později je básník Špína chycen a oběšen, za což se Angelika cítí odpovědná.
Její továrna na čokoládu se brzy stane módním místem a Angelika zbohatne. Krásná dívka má však větší sen: sní o tom, že se vrátí ke dvoru a získá zpět své postavení. Tyto ambice brzy začnou směřovat na jejího bratrance, markýze de Plessis-Bellières, za kterého se chce provdat. Řekne jí, že chce prodat rodinný majetek, kde vyrůstal a kde se poznali: Angelika se rozhodne, že ho odkoupí a dá mu ho jako svatební dar. Po mnoha hádkách se Angelika znovu ocitá v ohrožení ze strany spiklenců, kteří se po Fouquetově zatčení obávají, že budou popotahováni, protože s ním uzavřeli dohodu o vraždě krále, které Angelika zabránila. Přísahají, že ho zabijí, ale markýz de Plessis-Bellières místo toho navrhne, aby se vydali pro kazetu (důkaz jejich spiknutí), která byla ukryta v rodinném sídle, kam se uchýlila Angelika. Nabídne mu dohodu: kazetu výměnou za jeho ruku. Když se však chystá k notáři, aby sepsal oddací list, rozmyslí si to a uteče, zatímco její bratranec nechá kazetu zmizet v nedalekém rybníku.
Po návratu do Paříže je Angelika pozvána (dalo by se říci, že povolána) jako Sancé de Monteloup na královskou promenádu, kde ji její bratranec představí Ludvíku XIV. a požádá panovníka o požehnání k jejich sňatku. Angelika se tak ocitá v pasti a je nucena provdat se za svého bratrance, což ji nakonec potěší. Chvíli se zdálo, že král hraběnku de Peyrac poznal, ale nakonec si to rozmyslel a budoucímu páru požehnal.

## V souvislosti s romány Serge a Anne Golonových
Román, podle kterého byl film natočen, se jmenuje "Angélique, le chemin de Versailles" a navazuje na "Angélique, Marquise des Anges". Román začíná ve chvíli, kdy se Angelika ocitne na Dvoře zázraků, kam se uchýlí s Nicolasem poté, co její manžel hrabě Joffrey de Peyrac zemřel na hranici. Román je rozdělen do dvou dílů: film víceméně navazuje na román. Vypráví o společenském vzestupu Angelika Morensové, která postupně žije na Dvoře zázraků, zachrání své dvě děti, vykoupí se z degradace žebráka a díky obchodu s čokoládou v Paříži se stane váženou měšťankou. Do obsazení nepatří David, který ji pozve do Moulin de Javel na břehu Seiny a který se později objeví v dobrodružstvích Angélique. Uvědomuje si, že u této mladé šlechtičny, která není takovou maloměšťačkou, jakou se zdá být, nemá šanci... Stejně jako postava Desgreze, který není tak docela "laskavým přítelem" jako ve filmu, ale spíše brutálním, mužným milovníkem, páchnoucím tabákem, který si ve filmu "nedokáže udělat vzpomínky nad rámec svých možností", ale má sentimentální vztah k Angelice, do níž se zamiluje. Tato postava se v románech objeví i v Akadii. Desgrez je autentická postava. A konečně, milostný vztah, který naváže s Philippem Duplessis-Bellièrem, nemá nic společného se slzopudností, která se ve filmu objevuje. Je to velmi složitý vztah, milostná vášeň, která má své důsledky v následujících svazcích, včetně knih Indomitable Angélique a Angélique se révolte. Se svým bratrancem Philippem má například dítě Charlese Henriho, který je v následujících románech zabit...

## Výroba
Scény zámku Monteloup byly natočeny na zámku Marigny-le-Cahouët v Burgundsku; točilo se i v Paříži a Římě. Některé scény byly natočeny v zahradách zámku Versailles.

## Obsazení
| Michèle Mercier        | Angelika                           |
| Giuliano Gemma         | Nicolas Merlot alias Calembredaine |
| Claude Giraud          | Philippe de Plessis-Bellières      |
| Jean Rochefort         | François Desgrez                   |
| Jean-Louis Trintignant | básník Claude                      |
| Noël Roquevert         | Bourjus                            |
| Jacques Toja           | Ludvík XIV.                        |
| Charles Regnier        | Cocan Bécher                       |
| Robert Porte           | Monsieur, králův bratr             |
| Ernst Schröder         | kapitán de Châtelet                |
| Denise Provence        | Barbora                            |

## Ocenění
- 1967: Zlaté plátno